# Indische Badmintonmeisterschaft 1982/83
Die Indische Badmintonmeisterschaft der Saison 1982/1983 fand Anfang 1983 in Gandhinagar statt. Es war die 47. Austragung der nationalen Titelkämpfe im Badminton in Indien.

## Finalergebnisse
| Disziplin    | Sieger                    | Finalist                   | Ergebnis         |
| ------------ | ------------------------- | -------------------------- | ---------------- |
| Herreneinzel | Syed Modi                 | Partho Ganguli             | 2-15, 15-4, 15-2 |
| Dameneinzel  | Radhika Bose              | Hufrish Nariman            |                  |
| Herrendoppel | Uday Pawar Pradeep Gandhe |                            |                  |
| Damendoppel  | Radhika Bose Ami Ghia     | Kanwal Thakar Singh Sunita |                  |
| Mixed        | Partho Ganguli Ami Ghia   |                            |                  |